# Die Elenden sollen essen
Die Elenden sollen essen (BWV 75) ist eine Kirchen-Kantate von Johann Sebastian Bach. Er komponierte sie für den 1. Sonntag nach Trinitatis und führte sie in Leipzig in der Nikolaikirche am 30. Mai 1723 zum ersten Mal auf. Bach trat damit seinen Dienst als Kantor in Leipzig an und begann seinen ersten Jahreszyklus von Kantaten.

## Geschichte und Worte
Bach komponierte die Kantate für seinen Amtsantritt als Kantor in Leipzig am 1. Sonntag nach Trinitatis, dem 30. Mai 1723. Er begann damit ein Projekt, für alle Anlässe des Kirchenjahres neue Kantaten zu komponieren.
Die Partitur ist besonders säuberlich auf Papier geschrieben, das nicht aus Leipzig stammt, daher ist anzunehmen, dass Bach das komplexe Werk in 14 Sätzen bereits in Köthen komponierte.
Die vorgeschriebenen Lesungen für den Sonntag waren 1 Joh 4,16–21 , „Gott ist Liebe“, und Lk 16,19–31 , das Gleichnis vom reichen Mann und armen Lazarus. Der unbekannte Dichter nimmt einen Psalmvers, Ps 22,27 , der das Bild des Essens anspricht, zum Ausgangspunkt und verknüpft dadurch das Evangelium mit dem Alten Testament, wie später auch die Kantate Brich dem Hungrigen dein Brot, BWV 39, mit einem Zitat aus dem Alten Testament beginnt. Der Dichter geht im ersten Teil des Werkes, der aus sieben Sätzen besteht, auf den Gegensatz von Reichtum und Armut ein. In einem symmetrisch gebauten zweiten Teil aus ebenfalls sieben Sätzen, nach der Predigt zu musizieren, vertieft er das Thema zu Gedanken über geistliche Armut und geistlichen Reichtum: „Jesus macht mich geistlich reich“ und „O Armut, der kein Reichtum gleicht!“. Beide Teile werden mit je einer Strophe des Chorals Was Gott tut, das ist wohlgetan von Samuel Rodigast beschlossen, der erste Teil mit der zweiten, der zweite Teil mit der sechsten Strophe.
Eine Leipziger Chronik, „Acta Lipsiensium academica“, berichtete über das auch soziale Ereignis: „… führte … Hr. Joh. Sebastian Bach … mit gutem applauso seine erste Music auf“.
Den Satz des Schlusschorals verwendete Bach in erweiterter Form nochmals in der Kantate „Was Gott tut, das ist wohlgetan“ (BWV 100).

## Besetzung und Aufbau

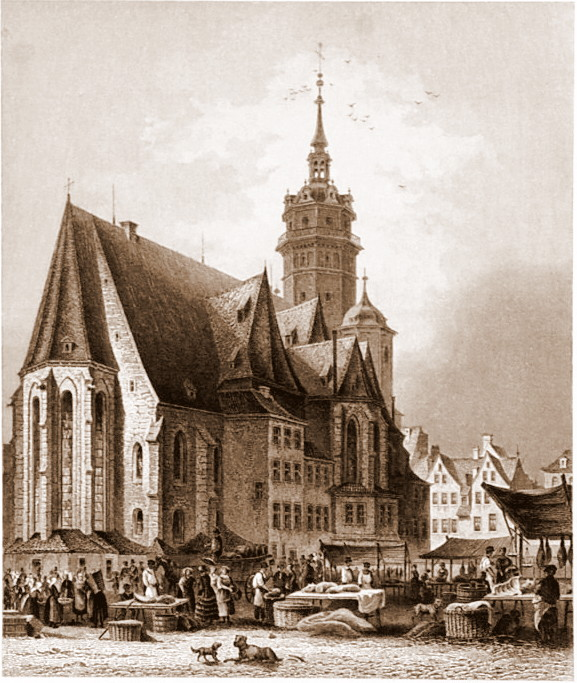
Nikolaikirche, ca. 1850

Die Kantate ist besetzt mit vier Solisten, Sopran, Alt, Tenor und Bass, vierstimmigem Chor, Trompete, zwei Oboen, Oboe d’amore, zwei Violinen, Viola und Basso continuo mit Fagott.
Teil I
1. Coro: Die Elenden sollen essen
2. Recitativo (Bass): Was hilft des Purpurs Majestät
3. Aria (Tenor): Mein Jesus soll mein alles sein
4. Recitativo (Tenor): Gott stürzet und erhöhet
5. Aria (Sopran): Ich nehme mein Leiden mit Freuden auf mich
6. Recitativo (Sopran): Indes schenkt Gott ein gut Gewissen
7. Choral: Was Gott tut, das ist wohlgetan
Teil II
8. Sinfonia
9. Recitativo (Alt): Nur eines kränkt
10. Aria (Alt): Jesus macht mich geistlich reich
11. Recitativo (Bass): Wer nur in Jesu bleibt
12. Aria (Bass): Mein Herze glaubt und liebt
13. Recitativo (Tenor): O Armut, der kein Reichtum gleicht!
14. Choral: Was Gott tut, das ist wohlgetan
In beiden Teilen wechseln Rezitative und Arien ab und werden mit einem Choral beschlossen, nur beginnt Teil II nicht mit einem Chorsatz, sondern mit einer instrumentalen Choralphantasie.

## Musik
Bach eröffnet die Kantate bedeutungsvoll im Stil einer französischen Ouvertüre. Ein Jahr später wählte er eine ähnliche Form, um seinen zweiten Kantatenzyklus von Choralkantaten mit O Ewigkeit, du Donnerwort, BWV 20, zu beginnen. Wie Alfred Dürr beobachtet, kann die Folge eines langsamen Teils in scharf punktiertem Rhythmus und einer lebhaften Fuge auch als Präludium und Fuge angesehen werden. Der erste Teil behandelt in der Art einer Motette zwei Textabschnitte unterschiedlich, durch ein Zwischenspiel getrennt. In der Titelzeile wird das Wort die Elénden nach alter Art auf der zweiten Silbe betont. Die Fuge behandelt in drei Durchführungen, wieder durch Zwischenspiele unterteilt, den Text „Euer Herz soll ewiglich leben“.
Vier der Rezitative sind secco, nur vom continuo begleitet, aber jeweils das erste Rezitativ eines Teils ist accompagnato, zusätzlich begleitet von den Streichern. In den Arien teilen sich Stimme und Instrumente meist dasselbe musikalische Material. Die vier Arien können als eine Tanzsuite angesehen werden, die Tenorarie als Polonaise, die Sopranarie als Minuet, die Altarie als Passepied und die Bassaria als Gigue. In der letzten Arie beginnt die Trompete den Satz und begleitet dann den Bass in virtuoser Figuration, um den Worten „Mein Herze glaubt und liebt“ Glanz zu verleihen.
Die Musik der beiden Choralstrophen ist identisch. Der Satz ist nicht einfach vierstimmig, wie in den meisten späteren Kantaten Bachs, sondern die Singstimmen sind in ein Concerto des Orchesters eingebaut, das von Violine I und Oboe I angeführt wird. Die Motivik des Concerto ist von der ersten Choralzeile abgeleitet.
Die Sinfonia am Anfang von Teil II, ungewöhnlich in Bachs Kantaten, ist besonders bemerkenswert, da sie eine Choralphantasie über dieselbe Choralmelodie darstellt. Die Trompete, die im ersten Teil geschwiegen hat, spielt den Cantus firmus gegen einen polyphonen Streichersatz und betont damit noch einmal „Was Gott tut, das ist wohlgetan“.

## Einspielungen

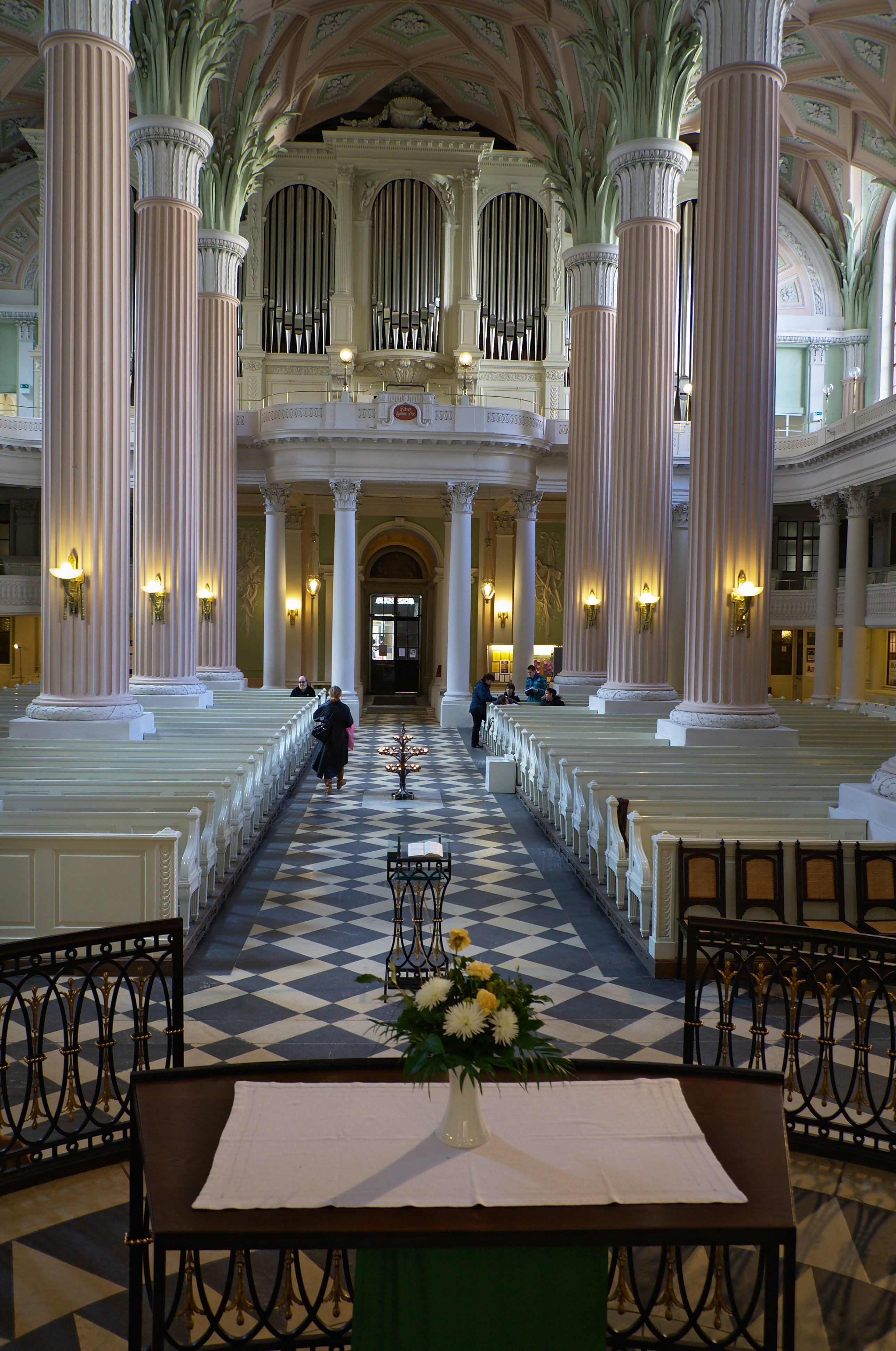
Inneres der Nikolaikirche, 2011

- Die Bach Kantate, Vol. 38. Helmuth Rilling, Frankfurter Kantorei, Bach-Collegium Stuttgart, Ingeborg Reichelt, Julia Hamari, Adalbert Kraus, Hanns-Friedrich Kunz. Hänssler, 1970.
- J. S. Bach: Das Kantatenwerk – Sacred Cantatas Vol. 4. Gustav Leonhardt, Knabenchor Hannover, Collegium Vocale Gent, Leonhardt-Consort, Marcus Klein (Solist des Knabenchores Hannover), Paul Esswood, Adalbert Kraus, Max van Egmond. Teldec, 1977.
- J. S. Bach: Complete Cantatas Vol. 6. Ton Koopman, Amsterdam Baroque Orchestra & Choir, Ruth Ziesak, Elisabeth von Magnus, Paul Agnew, Klaus Mertens. Antoine Marchand, 1998.
- J. S. Bach: Cantatas Vol. 8 – Leipzig Cantatas. Masaaki Suzuki, Bach Collegium Japan, Midori Suzuki, Yoshikazu Mera, Robin Blaze, Gerd Türk, Peter Kooy. BIS, 1998.
- Bach Cantatas Vol. 1: City of London / For the 1st Sunday after Trinity. John Eliot Gardiner, Monteverdi Choir, English Baroque Soloists, Gillian Keith, Wilke te Brummelstroete, Paul Agnew, Dietrich Henschel. Soli Deo Gloria, 2000.
- J. S. Bach: Weinen, Klagen … Philippe Herreweghe, Collegium Vocale Gent, Carolyn Sampson, Daniel Taylor, Mark Padmore, Peter Kooij. Harmonia Mundi France, 2003.